# La cosa (álbum)
La cosa es el tercer y último álbum oficial de la banda chilena de hip-hop CHC, fundada en 2001 y activa hasta 2009. Fue lanzado originalmente en 2007 y publicado de manera independiente y a través del sello Oveja Negra.
En abril de 2008, la edición chilena de la revista Rolling Stone situó a este álbum en el lugar n.º. 35 dentro de los 50 mejores discos chilenos de todos los tiempos.

## Lista de canciones
| La cosa |                   |          |  |
| N.º     | Título            | Duración |  |
| 1.      | «Pelos»           | 2:30     |  |
| 2.      | «Cruza el puente» | 3:28     |  |
| 3.      | «Superbueno»      | 2:30     |  |
| 4.      | «La cosa»         | 3:34     |  |
| 5.      | «Lugar genial»    | 2:29     |  |
| 6.      | «Fíjate»          | 2:57     |  |
| 7.      | «Dime»            | 3:48     |  |
| 8.      | «Se va»           | 3:35     |  |
| 9.      | «Si la vida»      | 2:51     |  |
| 10.     | «Viví»            | 3:27     |  |
| 11.     | «Quizás»          | 2:52     |  |

Notas
- «La cosa» tiene un mensaje subliminal colocado a propósito: CHC te obliga a adorar al Príncipe de las Tinieblas.[4]
- «Fíjate» contiene elementos de «I Know What I Know», escrito por General MD Shirinda y Paul Simon, interpretado por Paul Simon.[5]